# Glatter Ármin
Glatter Ármin (Szepsi, 1861. április 24. – Budapest, 1931. október 29.) festőművész, Glatter Gyula festő édesapja. 

## Életrajza
Tanulmányait budapesti Mintarajziskolában kezdte és a müncheni Képzőművészeti Akadémián folytatta, de a későbbiekben Oroszországban, Olaszországban és egy évig Párizsban is képezte magát. 1888-tól rendszeresen szerepelt műveivel a Műcsarnok kiállításain. 1897-ben nyitotta meg festőiskoláját Budapesten. Alapító tagja volt a Fészek művészeti egyesületnek, valamint a Nemzeti Szalon. Művei többnyire arcképek, részletesen kidolgozott életképek, de volt egy időszak, amikor miniatűr-arcképeket is festett. Műveit a Magyar Nemzeti Galéria valamint több múzeum és közgyűjtemény őrzi.